# Basler Chroniken
Basler Chroniken ist der Name einer Publikationsreihe, die von der Historischen und Antiquarischen Gesellschaft zu Basel herausgegeben wird. Die Bände 1 bis 7 erschienen von 1872 bis 1915 in Leipzig im S. Hirzel Verlag, der auch Die Chroniken der deutschen Städte verlegte. Ab 1945 war der Verlag des Quellenwerks der Basler Schwabe Verlag. Der bislang letzte Band 12 erschien 2009.
Nicht Bestandteile dieser Publikationsreihe sind die Basler Chronik (Baßler-Chronick) des Christian Wurstisen (1580) und deren Fortsetzung durch Daniel Bruckner (1765–1769) sowie die Kurtze Baßler Chronick des Johann (Georg) Gross. Die seit 1882 im Rahmen des Basler Stadtbuchs geführte jährliche Basler Chronik ist ebenfalls ein unabhängiges Werk.

## Geschichte
1870 fasste die Historische und Antiquarische Gesellschaft zu Basel den Beschluss, eine Sammlung baslerischer Geschichtsquellen herauszugeben. Den Anstoss hierzu gaben die Die Chroniken der deutschen Städte und die Entdeckung der Basler Kartäuserchronik durch Alfred Stern. Treibende Kraft war der Präsident der Gesellschaft, Wilhelm Vischer. Die Gesellschaft bildete einen Ausschuss, dem Daniel Albert Fechter, Hans Frey, Andreas Heusler, Rudolf Liechtenhan, J. J. Merian und Vischer angehörten. Das Programm der Sammlung wurde bereits zu Beginn weitgehend festgelegt und ein Umfang von vier bis fünf Bänden geplant.
Beim formalen Aufbau der Bände orientierte sich Vischer an der Arbeit der Münchner Historischen Kommission.
Die bisher erschienen 12 Bände und die Links auf deren Digitalisate sind dem Eintrag auf Wikisource zu entnehmen.

### Übersichtstabelle über die Chroniken
| Chronist                                  | Chronik                                                                                    | Zeitspanne | Bearbeiter                       | Bd. |
| ----------------------------------------- | ------------------------------------------------------------------------------------------ | ---------- | -------------------------------- | --- |
| Ryff, Fridolin(?)                         | Die Chronik des Fridolin Ryff 1514–1541                                                    | 1514–1541  | Vischer, Wilhelm; Stern, Alfred  | 1   |
| Ryff, Peter                               | Chronik des Fridolin Ryff; Fortsetzung des Peter Ryff 1543–1585                            | 1543–1585  | Vischer, Wilhelm; Stern, Alfred  | 1   |
|                                           | Die Chroniken des Karthäuser Klosters in Klein-Basel                                       | 1401–1532  | Vischer, Wilhelm; Stern, Alfred  | 1   |
| Knebel, Johannes                          | Hans Knebels, des Kaplans am Münster zu Basel, Tagebuch. Sept. 1473 – Juni 1476            | 1473–1476  | Vischer, Wilhelm; Boos, Heinrich | 2   |
| Knebel, Johannes                          | Hans Knebels, des Kaplans am Münster zu Basel, Tagebuch. Juni 1476 – Juli 1479             | 1476–1479  | Vischer, Wilhelm                 | 3   |
|                                           | Chronikalien der Rathsbücher 1356–1548                                                     | 1356–1548  | Bernoulli, August                | 4   |
| Sperrer, Hans                             | Hans Brüglingers Chronik 1444–1446                                                         | 1444–1446  | Bernoulli, August                | 4   |
| Appenweiler, Erhard von                   | Die Chronik Erhards von Appenwiler 1439 – 1471, mit ihren Fortsetzungen bis 1474           | 1439–1474  | Bernoulli, August                | 4   |
|                                           | Anonyme Zusätze und Fortsetzungen zu Königshofen 1120–1454                                 | 1120–1454  | Bernoulli, August                | 4   |
|                                           | Die Grösseren Basler Annalen 238–1416                                                      | 238–1416   | Bernoulli, August                | 5   |
|                                           | Die Kleineren Basler Annalen 1308–1415                                                     | 1308–1415  | Bernoulli, August                | 5   |
|                                           | Bericht über den Rotberg-Erenfelsischen Handel 1410                                        | 1410       | Bernoulli, August                | 5   |
| Rudolf III. von Hachberg-Sausenberg u. a. | Die Röteler Chronik 1376–1428                                                              | 1376–1428  | Bernoulli, August                | 5   |
| Offenburg, Henman                         | Die Chronik Henmann Offenburgs 1413–1445                                                   | 1413–1445  | Bernoulli, August                | 5   |
| Beinheim, Heinrich von                    | Die Chroniken Heinrichs von Beinheim 1365–1452, sammt Fortsetzung 1465–1473                | 1365–1473  | Bernoulli, August                | 5   |
|                                           | Die Anonyme Chronik von 1445                                                               | 1445       | Bernoulli, August                | 5   |
|                                           | Die Anonyme Chronik der Burgunderkriege 1473–1479                                          | 1473–1479  | Bernoulli, August                | 5   |
|                                           | Die Anonyme Chronik des Schwabenkrieges 1492–1504                                          | 1492–1504  | Bernoulli, August                | 6   |
|                                           | Die Anonyme Chronik der Mailänderkriege 1507–1515                                          | 1507–1515  | Bernoulli, August                | 6   |
| Schnitt, Conrad                           | Die Chronik Konrad Schnitts 1518–1533, sammt Fortsetzung bis 1537                          | 1518–1537  | Bernoulli, August                | 6   |
|                                           | Die Anonyme Chronik bei Schnitt, sammt Fortsetzung 1495–1541                               | 1495–1541  | Bernoulli, August                | 6   |
| Schnitt, Conrad                           | Die Grössern Basler Annalen nach Schnitts Handschrift 238–1416                             | 238–1416   | Bernoulli, August                | 6   |
| Schnitt, Conrad                           | Die spätern Aufzeichnungen bei Schnitt 1400–1487                                           | 1400–1487  | Bernoulli, August                | 6   |
| Ertzberg, Cosmas                          | Die Anonyme Chronik bei Cosmas Ertzberg, sammt dessen eigenen Aufzeichnungen 1431–1532     | 1431–1532  | Bernoulli, August                | 6   |
| Meyer zum Pfeil, Adelberg                 | Die Aufzeichnungen Adelberg Meyers 374–1542                                                | 374–1542   | Bernoulli, August                | 6   |
| Meyer zum Pfeil, Adelberg                 | Die Familienchronik der Meyer zum Pfeil 1533–1656                                          | 1533–1656  | Bernoulli, August                | 6   |
| Kilchmann, Ludwig                         | Die Chronik in Ludwig Kilchmanns Schuldbuch 1468–1518                                      | 1468–1518  | Bernoulli, August                | 6   |
| Ryhiner, Heinrich                         | Heinrich Ryhiners Chronik des Bauernkrieges 1525                                           | 1525       | Bernoulli, August                | 6   |
| Iselin, Heinrich; Iselin, Konrad          | Die Aufzeichnungen Heinrich und Konrad Iselins und eines Unbekannten 1364–1452             | 1364–1452  | Bernoulli, August                | 7   |
| Gerung, Nicolaus                          | Des Kaplans Niklaus Gerung genannt Blauenstein Fortsetzung der Flores Temporum 1417–1475   | 1417–1475  | Bernoulli, August                | 7   |
| Gerung, Nicolaus                          | Des Kaplans Niklaus Gerung genannt Blauenstein Chronik der Basler Bischöfe 238–1475        | 238–1475   | Bernoulli, August                | 7   |
| Ursi, Johannes                            | Die Aufzeichnungen von Johannes Ursi 1474–1498 samt älteren Nachrichten                    | 1474–1498  | Bernoulli, August                | 7   |
| Brilinger, Hieronymus                     | Die Aufzeichnungen des Kaplans Hieronymus Brilinger 1474–1525                              | 1474–1525  | Bernoulli, August                | 7   |
|                                           | Die Anonyme Chronik aus der Reformationszeit 1521–1526                                     | 1521–1526  | Bernoulli, August                | 7   |
| Schnitt, Conrad                           | Konrad Schnitts Wappentafel der Basler Bischöfe 237–1533                                   | 237–1533   | Bernoulli, August                | 7   |
| Schnitt, Conrad                           | Konrad Schnitts Auszüge aus verlornen Quellen 1284–1541                                    | 1284–1541  | Bernoulli, August                | 7   |
| Brieffer, Niklaus                         | Des Dekans Niklaus Brieffer Chronik der Basler Bischöfe 741–1529                           | 741–1529   | Bernoulli, August                | 7   |
|                                           | Chronikalien aus Zunftbüchern 1487–1576                                                    | 1487–1576  | Bernoulli, August                | 7   |
| Gast, Johannes                            | Das Tagebuch des Johannes Gast. Ein Beitrag zur schweizerischen Reformationsgeschichte     | 1528–1552  | Burckhardt, Paul                 | 8   |
| Platter d. J., Thomas                     | Beschreibung der Reisen durch Frankreich, Spanien, England und die Niederlande (1595–1600) | 1595–1600  | Keiser, Rut                      | 9   |
| Platter, Felix                            | Tagebuch: Lebensbeschreibung, 1536–1567                                                    | 1536–1567  | Lötscher, Valentin               | 10  |
| Platter, Felix                            | Beschreibung der Stadt Basel 1610 und Pestbericht 1610/11                                  | 1610–1611  | Lötscher, Valentin               | 11  |
|                                           | Das Haushaltsbuch des Basler Bischofs Johannes von Venningen (1458–1478)                   | 1458–1478  | Hirsch, Volker; Fouquet, Gerhard | 12  |